# Likviditás
A likviditás (latin: liquidus=folyékony) közgazdasági fogalma gyors, folyamatos, akadálytalan fizetőképességet jelent.
Az üzleti, közgazdasági vagy befektetési szférában a piaci likviditás egy olyan piaci jellemző, amely lehetővé teszi, hogy egy magánszemély vagy cég gyorsan vásároljon vagy eladjon egy eszközt anélkül, hogy az eszköz árában drasztikus változást okozna. A likviditás magában foglalja a kompromisszumot aközött az ár között, amelyen egy eszköz eladható, és aközött, hogy milyen gyorsan lehet eladni. Egy likvid piacon gyorsan el lehet adni anélkül, hogy jelentősen alacsonyabb árat kellene elfogadni. Egy viszonylag illikvid piacon egy eszköznek árengedményt kell adni ahhoz, hogy gyorsan eladható legyen.

### Likvid és illikvid eszközök
A likvid eszköz az alábbi jellemzők valamelyikével vagy mindegyikével rendelkezik: Gyorsan, minimális értékvesztéssel, bármikor eladható a piaci órákon belül. A likvid piac alapvető jellemzője, hogy mindig vannak vevők és eladók. Egy piac akkor tekinthető mélynek és likvidnek, ha vevők és eladók is jelentős mennyiségben állnak rendelkezésre.
Az illikvid eszköz olyan eszköz, amely nem könnyen értékesíthető (drasztikus árcsökkenés nélkül, de néha semmilyen áron sem), mert bizonytalan az értéke, vagy mert nincs olyan piac, ahol rendszeresen kereskednének vele. Jó példa illikvid eszközre számos derivatív jelzálogpapír. Ilyen papírok illikviditása miatt alakult ki a 2008-as gazdasági válság. Hiába volt papíron ingatlanfedezet mögötte, nem felelt meg a fenti kritériumnak, miszerint könnyen pénzre / ingatlanra lehessen váltani. Példa likvid eszközre például a dollár és az euró, melyet egymás között számos piacon, a nap huszonnégy órájában, értékvesztés nélkül lehet kereskedni.

### Árjegyzés
A piacok likviditásának fontos biztosítéka egy árjegyző (tőzsdei kontextusban), vagy likviditás-biztosító (decentralizált váltók esetében), aki a kereskedett terméket egy megadott áron azonnal elérhetővé teszi. Az árjegyző az árfolyamkülönbségből vagy explicit meghatározott jutalékokból profitál.

### Illikvid eszközök szabályozása
A 2014/65/EU Európai Uniós rendelet alapján a brókereknek kötelező felhívni az ügyfél figyelmét arra, ha alacsony likviditású terméket szeretne megvásárolni.

## Forrás
- ↑ Közgazdasági kislex: Földes István (főszerk): Közgazdasági kislexikon. Budapest: Kossuth. 1968.